# District de Pilisvörösvár
Le district de Pilisvörösvár (hongrois : Pilisvörösvári járás) est un des 18 districts du comitat de Pest en Hongrie. Créé en 2013, il compte 52 466 habitants et rassemble 9 localités : 7 communes et 2 villes dont Pilisvörösvár, son chef-lieu.

## Localités
- Pilisborosjenő
- Piliscsaba
- Pilisjászfalu
- Pilisszántó
- Pilisszentiván
- Pilisvörösvár
- Solymár
- Tinnye
- Üröm